# Kroki
Beseda kroki izhaja iz francoske besede croquis in pomeni skica. V umetnosti je kroki hitra skica po živem modelu. Čas ustvarjanja enega krokija je običajno omejen na nekaj minut, zato da lahko živi model zamenja pozo.

## V topografiji
Kroki je natančna risba ali skica nekega terena s točno orientiranostjo objektov. Prikazuje stanje na terenu v času risanja in zato zajema tudi objekte, ki so na terenu le začasno (npr. avtomobile).
Za izdelavo krokija mora biti premer zemljišča, ki ga rišemo od 20 do 200 m. Tudi merilo krokija je določeno in obsega merila od 1 : 100 do 1 : 1000. Pri risanju krokija se uporablja enostavne topografske pripomočke, kot so: kompas, kotomer, ravnila in trikotnike ter merski trak za odmerjanje razdalj.